# Ново село (община Буяновац)
Вижте пояснителната страница за други значения на Ново село.
Ново село (на сръбски: Ново Село или Novo Selo), до 2008 година Горно Ново село (Горње Ново Село) е село в община Буяновац, Пчински окръг, Сърбия.

## История
В края на XIX век Ново село е село в Прешевска кааза на Османската империя. Според статистиката на Васил Кънчов („Македония. Етнография и статистика“) от 1900 година Ново Село е населявано от 125 жители българи християни. Според патриаршеския митрополит Фирмилиан в 1902 година в Ново село има 26 сръбски патриаршистки къщи.
По време на българското управление в Поморавието в годините на Втората световна война, Тодор Дим. Дуков от Щип е български кмет на Ново село от 27 септември 1941 година до 11 март 1942 година. След това кметове са Милан Йорд. Мавров от Червен бряг (18 юни 1943 – 5 ноември 1943) и Никола К. Петров от Казанлък (5 ноември 1943 – 19 май 1944)

## Население
- 1948 – 413
- 1953 – 459
- 1961 – 500
- 1971 – 536
- 1981 – 669
- 1991 – 701
- 2002 – 437

Етническият състав на населението според преброяването от 2002 година е:
- 436 (99,77%) – албанци
- 1 (0,22%) – други